# إبراهيم أحمد (كاتب)
إبراهيم أحمد هو كاتب وروائي ومترجم كردي عراقي ولد في سنة 1914 في مدينة السليمانية في كردستان العراق، تلقى تعليمه في القانون في جامعة بغداد في سنة 1937، ويعتبر واحد من بناة الأدب الكردي، في سنة 1946 أصبح عضو في الحزب الديمقراطي الكردستاني ثم أصبح عضوا في حزب الاتحاد الوطني الكردستاني، وهو صهر جلال طالباني رئيس الجمهورية العراق السابق وزعيم حزب الاتحاد الوطني الكردستاني من ابنته هيرو إبراهيم أحمد، وتوفي في سنة 2000.

## الحياة المُبكّرة والتعليم
وُلد إبراهيم أحمد في السليمانية في كردستان العراق ودرس القانون في جامعة بغداد وتخرج منها عام 1937. من عام 1942 إلى عام 1944 عمل قاضيًا في مدينتي أربيل وحلبجة. في عام 1939، أسّّس مع علاء الدين السجّادي مجلة جلاويج الأدبية الكردية. عمل كناشر ورئيس تحرير لتلك المجلة. نُشرت جلاويج حتى عام 1949. خلال هذه الفترة انخرط في السياسة بشكل مكثف.

## المسيرة المهنيّة
أصبحَ في عام 1944 رئيس الفرع المحلي لـ للحزب الديمقراطي الكردستاني الإيراني (JK) في السليمانية. بعد ذلك، تطور هذا الفرع ليخدم كردستان الجنوبية بأكملها. عندما غيّر الحزب الديمقراطي الكردستاني الإيراني اسمه في 16 تموز/يوليو 1945، إلى الحزب الديمقراطي الكردستاني (KDP)، أصبح إبراهيم أحمد رئيسًا له في كردستان العراق. نشر هذا الفرع من الحزب الديمقراطي الكردستاني مجلة بعنوان Dengî Rastî مع إبراهيم أحمد كمحرر. بعد عام 1947، أصبح عضوًا فاعلًا في الحزب الديمقراطي الكردستاني، وترقى إلى منصب الأمين العام للحزب عام 1953. في عام 1949، حكمت عليه محكمة عراقية خاصة، أنشأها النظام الملكي، بالسجن لمدة عامين في بغداد، وسنتين من الاعتقال المحلي في كركوك. من عام 1949 إلى عام 1956، شغل منصب رئيس تحرير صحيفة رزغارو التابعة للحزب الديمقراطي الكردستاني. تم تغيير اسم صحيفة الحزب إلى Xebat في عام 1956 مع إبراهيم أحمد كمحرر. في عام 1964، حدث انقسام سياسي بين صفوف الحزب الديمقراطي الكردستاني، حيث كان أحمد من جهة ومصطفى بارزاني من جهة أخرى. أدى هذا الانقسام إلى تشكيل الاتحاد الوطني الكردستاني عام 1975. بعد عام 1975، هاجر إبراهيم أحمد إلى بريطانيا كلاجئ سياسي. بدأ إبراهيم أحمد كتابة الروايات باللغة الكردية عام 1933. يُعتبر معلَمًا هاما في الأدب الكردي. أهم رواياته هي Janî Gel التي كُتبت عام 1956 وتتحدث عن حرب الاستقلال الكردية، مع إشارة إلى الوضع الكردي. عند اختيار هذا العنوان، كان إبراهيم أحمد يلعب على المعنى المزدوج للكلمة الكردية التي يمكن أن تعني عذاب ولادة طفل وكذلك معاناة ولادة شعب أو أمة. تُرجم إلى الفارسية ونُشر في إيران عام 1980 وإلى التركية والفرنسية عام 1994.